# 杞湣公
杞湣公（？—前471年），名叫姒姓，名维，是杞国的第17任君主，杞釐公之子，继承爵位。《史记》记载，湣公15年，楚国灭亡了陈国，16年，湣公被其弟弟杞哀公所杀。